# Raorchestes sanctisilvaticus
Raorchestes sanctisilvaticus  es una especie de anfibio anuro de la familia Rhacophoridae. Se distribuye por los bosques del norte de los Ghats orientales y en parte de la meseta del Decán en la India, entre los 500 y los 1700 metros de altitud.
En 2004 en la evaluación de su estado de conservación se consideró que esta especie se encuentra en grave peligro de extinción debido a su reducida área de distribución y a la destrucción de su hábitat natural. Sin embargo en 2019 un estudio descubrió que Raorchestes terebrans, R. sanctisilvaticus y R. similipalensis son la misma especie, por lo que es más común y está más extendida que lo que previamente se creía.